# Ferredossina-nitrito reduttasi
La ferredossina-nitrito reduttasi è un enzima appartenente alla classe delle ossidoreduttasi, che catalizza la seguente reazione:
NH3 + 2 H2O + 6 ferredossina ossidata ⇄ nitrito + 6 ferredossina ridotta + 7 H+
L'enzima è una ferro-proteina. Contiene siroeme e cluster [4Fe-4S].